# Archaeodictyna consecuta
Archaeodictyna consecuta là một loài nhện trong họ Dictynidae.
Loài này thuộc chi Archaeodictyna. Archaeodictyna consecuta được Octavius Pickard-Cambridge miêu tả năm 1872.